# (52480) Enzomora
(52480) Enzomora est un astéroïde de la ceinture principale.

## Description
(52480) Enzomora est un astéroïde de la ceinture principale. Il fut découvert le 20 octobre 1995 à Bologne par l'observatoire San Vittore. Il présente une orbite caractérisée par un demi-grand axe de 2,17 UA, une excentricité de 0,04 et une inclinaison de 4,1° par rapport à l'écliptique.

## Compléments